# Ярославский художественный музей
Ярославский художественный музей — центральный художественный музей Ярославской области. Музей находится в зоне ЮНЕСКО и объединяет несколько зданий и парковых зон в историческом центре города. Главный комплекс расположен на Волжской набережной в исторических зданиях — бывшем губернаторском доме, Митрополичьих палатах и в доме Сорокиной Архивная копия от 13 января 2019 на Wayback Machine — купеческом особняке XIX века. Один филиал музея — дом-музей скульптора-академика А. М. Опекушина — находится в селе Рыбницы Некрасовского района Ярославской области. Другой филиал — «Дом на Новинской», музей быта провинциальной буржуазии — в здании бывшего Романово-Борисоглебского городского общественного банка. В музее представлены произведения русского, европейского и восточного искусства, регулярно проводятся временные выставки, устраиваются концерты классической и современной музыки.

## История музея

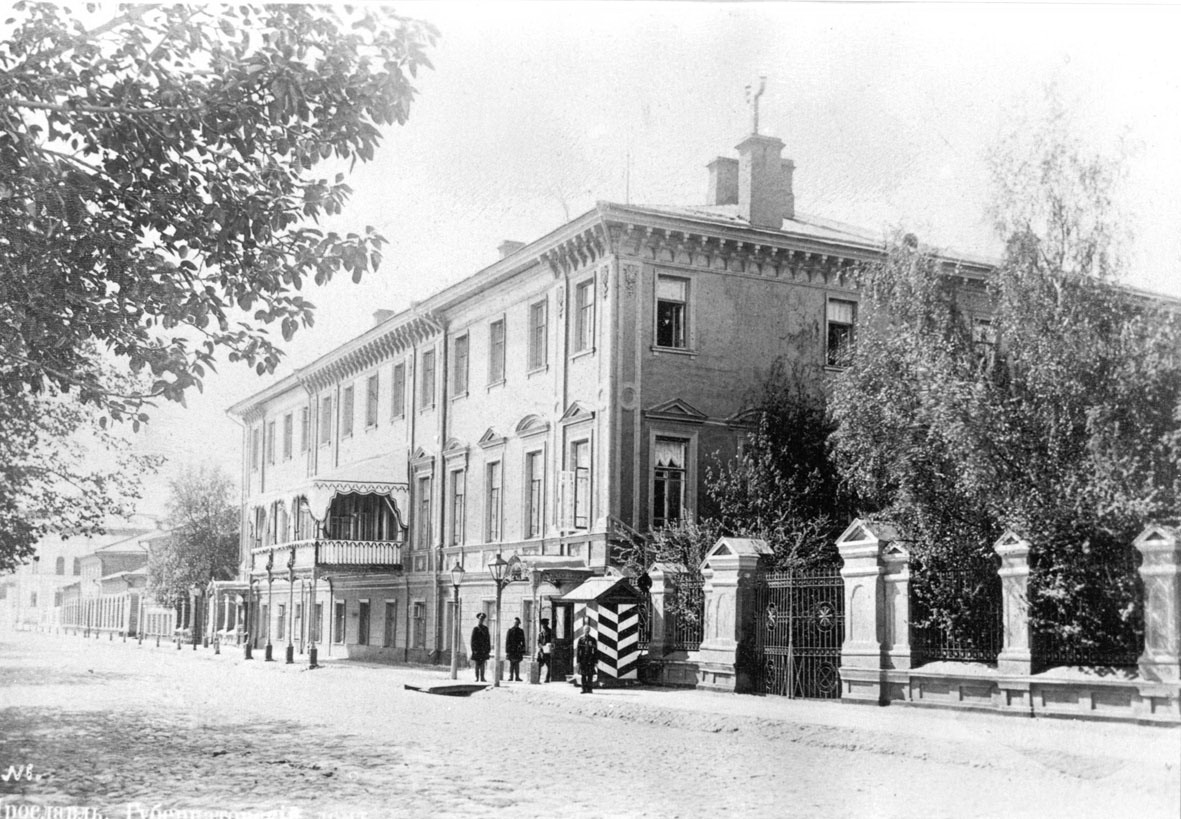
Здание музея в начале XX века

## История музея[1]

### Предыстория создания музея
В 1864 г. был основан Ярославский естественно-исторический музей, в собрание которого входили ботанические, зоологические, минералогические и геологические коллекции. В 1881 г. он был открыт для широкой публики.
В 1895 г. в результате деятельности Ярославской губернской учёной архивной комиссии (ЯГУАК) был создан музей культурно-исторического профиля — Древлехранилище.
В 1909 г. было создано Ярославское художественное общество. В его состав входили художники, преподаватели Демидовского лицея, краеведы, которые занималось организацией выставок, выпуском альбомов по архитектурным памятникам Ярославля, проведением публичных лекций по изобразительному искусству. Общество ставило главной целью создать именно художественный музей (галерею).
В 1913—1914 гг. Санкт-Петербургская Академия художеств передала фонду 14 произведений русских мастеров, а к 1918 г. их стало около 30. Одновременно осуществлялся отбор произведений с местных выставок, принимались дары от частных лиц. Собранная коллекция хранилась в Древлехранилище Ярославской губернской архивной комиссии.
С установлением советской власти наступил новый этап в развитии музейного дела в России. Уже в ноябре 1917 г. при Наркомпросе была создана Всероссийская коллегия по делам музеев и охране памятников искусства и старины. Музеи должны были не только хранить культурное наследие, но и выполнять идеологическую функцию, внося свой вклад в формирование мировоззрения нового советского человека.
В 1919 г. было принято решение передать под галерею здание бывшей Духовной консистории — двухэтажный особняк, построенный в 1815 году на набережной реки Которосли (сейчас Которосльная набережная, дом 14) по проекту архитектора Л. Руски.

### 1919—1924 гг. — Ярославская художественная галерея
В 1919—1924 гг. галерея находится в ведении Ярославского губернского подотдела по делам музеев и охране памятников старины и искусства. В её собрание вошла коллекция, сформированная в предреволюционные годы ярославскими общественными организациями. Во время Ярославского восстания здание галереи сильно пострадало и нуждалось в долгосрочном ремонте. В марте 1920 г. часть собрания была выставлена в помещениях Ярославской Большой мануфактуры.
С момента основания галерея целенаправленно комплектовала как классическое искусство (И. Е. Репин, И. Н. Крамской, И. К. Айвазовский, А. К. Саврасов и др.), так и произведения художников-современников начала XX века (В. В. Кандинского, М. В. Ле Дантю, О. В. Розановой, М. С. Сарьяна и др.).
В 1922 г. получил официальный статус Музей древнерусского искусства. Его фонд сформировался за счет поступлений из разграбленных в июле 1918 г. ярославских церквей, закрывающихся храмов городов и сел губернии.

### 1924—1936 гг. — художественная галерея Государственного областного музея (с 1932 г. — Ярославского областного краеведческого музея)
В 1924 г. музеи Ярославля были объединены в Ярославский государственный областной музей. В него вошли Естественно-исторический музей, Музей истории и быта, Музей книги (научная библиотека), Художественная галерея и Музей древнерусского искусства. Это не ущемило специализации музеев и позволило сплотить немногочисленные силы специалистов. Художественная галерея, музей древнерусского искусства и живописные реставрационные мастерские, размещаясь в одном здании, практически являлись «единым организмом», объединившим почти весь художественный фонд Ярославля. Регистрация посетителей галереи началась с 1922 г. и к 1928 г. насчитывала более 40 тыc. человек. Развивались все направления музейной деятельности: научно-исследовательская; реставрационная; экспозиционно-выставочная; пропагандистско-воспитательная (экскурсии, лекции и практические занятия со студентами). При А. И. Малыгине, руководившем галереей до 1929 г., вокруг галереи сплотились все художественные силы города — художники, преподаватели вузов, краеведы, любители изобразительного искусства, студенты. Тогда же сложилась экспозиция русского искусства XVIII — первых десятилетий XX вв. В 1927 г. из Госмузейного фонда было получено 56 произведений (полотна К. Ф. Богаевского, А. Я. Головина, А. В. Лентулова, Н. П. Крымова, Б. М. Кустодиева). К началу 1928 г. коллекция уже насчитывала около 1600 экспонатов: картин — 335; акварелей, рисунков — 149; гравюр и литографий — 874; скульптуры — 34; прикладного искусства — 194 предмета.
Во второй половине 1920-х гг. в Ярославле, городе с клеймом «мятежника», начались усиленные проверки Главполитпросвета и гонения на старых специалистов: из учебных заведений увольняли профессуру, заводили судебные дела на сотрудников музеев. С января 1929 г. по март 1936 г. Ярославль был лишен статуса губернского города и входил в состав Ивановской промышленной области. С 1928 г. по 1937 г. статус Ярославского музея менялся трижды, что негативно сказалось на его развитии. Были уволены ценнейшие сотрудники, собрание перевезли в помещение исторического музея (ул. Б. Октябрьская, д. 1). В 1930—1931 гг. коллекция была закрыта для публики и хранилась в музейных фондах. В 1932 г. музей был преобразован в Ярославский областной краеведческий музей, и галерея существует на правах его отдела.
Перед галереей была поставлена задача сформировать коллекцию произведений соцреализма. В новой экспозиции художественного отдела, которая в 1932 г. разместилась в залах бывших Митрополичьих палат, до 1936 г. по-прежнему выставлялись произведения художников самых разных направлений, но искусство XIX в. (кроме передвижников) теперь подавалось как «империалистическое», а работы футуристов XX в. демонстрировались как явление, чуждое социалистической идеологии.

### 1937—1950 гг. — Ярославский областной музей искусств
В марте 1936 г. было принято решение восстановить Ярославскую область. В 1937 г. галерея получила статус самостоятельного Ярославского областного музея искусств. В 1941—1945 гг. музей практически не функционировал из-за Великой Отечественной войны.
В 1936 г. в связи с начавшимися репрессиями и следственными действиями прокуратуры в отношении современных художников в музей были направлены списки с именами авторов, чьи произведения должны были быть изъяты из коллекции. Под волну репрессий попал целый ряд художников — А. М. Кадак, Н. П. Евдокимов, С. В. Щеглов и другие. От их творчества практически не осталось и следа. Исключением стали произведения, которые, несмотря на предписание, музейные сотрудники не уничтожили. Под свою ответственность они скрывали их в запасниках. В 1980-е г. в состав музейной коллекции были введены работы целого ряда членов Ярославской организации Союза художников, репрессированных и расстрелянных в 1936—1939 гг.: Ф. И. Весели, Б. А. Петрухина, А. А. Державина и других.
Во время Великой Отечественной войны 1941−1945 гг. Ярославский областной музей искусств был закрыт. Здание перешло в распоряжение Военного ведомства. Коллекцию частично эвакуировали в Галич, частично перевезли в помещения Ярославского краеведческого музея. Однако пополнение коллекции продолжалось. После окончания войны музей смог вернуться к выставочной деятельности. В июне 1946 г. в отремонтированных Митрополичьих палатах открылась постоянная экспозиция русского искусства, а в ноябре — залы искусства советского периода.
С конца 1940-х гг. музей начинают называть художественным. Официально переименование было закреплено решением Ярославского областного совета депутатов трудящихся от 20 октября 1950 г. без изменения функций музея.

### 1950—1959 гг. — Ярославский областной художественный музей
В 1953 г. художественные музеи, в том числе и Ярославский, перешли в ведение Управления изобразительных искусств и охраны памятников Министерства культуры РСФСР. Перед ними была поставлена задача «демонстрации русского и советского реалистического искусства с высоким идейным содержанием».
В 1950-е гг., впервые после 1920-х гг., в музее появляется свой реставратор — Елена Павловна Юдина (1926−1993). Она стала первым квалифицированным специалистом по реставрации темперной и масляной живописи в Ярославле. Результат ее деятельности — не одна сотня спасенных произведений, воспитание плеяды учеников и последователей, которым она передавала свой опыт, создание в 1971 г. отдела научной реставрации Ярославского художественного музея.
Экспозиция отражала ход развития отечественного искусства с XVIII в. до середины 1950-х гг.. Три зала занимали произведения древнерусского искусства, восемь залов — русского искусства XVIII — начала XX вв., три зала — советского искусства, один из которых представлял ярославских художников. Коллекция советского периода в ярославском музее сформировалась, но была слабой в качественном отношении. А изъятие целого ряда работ талантливых репрессированных художников уменьшило ее и количественно. В 1956 г. музеем был издан путеводитель В. П. Митрофанова с краткими аннотационными текстами по залам экспозиции.
В 1950-е и начале 1960-х гг. было составлено описание около 1300 музейных предметов: икон, русского и советского искусства (живописи, миниатюры, графики, скульптуры и прикладного искусства). На этой основе был выпущен первый иллюстрированный каталог музея.

### 1959—1969 гг. — художественный отдел Государственного Ярославо-Ростовского историко-архитектурного и художественного музея-заповедника
В конце 1950-х гг. коллекция музея переехала из здания Митрополичьих палат в помещения бывшего Спасо-Преображенского монастыря. Художественное собрание на тот момент включало 745 единиц хранения живописи, 2768 — графики, 116 — скульптуры.
26 марта 1959 г. был образован Государственный Ярославо-Ростовский историко-архитектурный и художественный музей-заповедник республиканского значения, объединивший музеи Ярославля и Ростова. В него был включен и областной художественный музей. Это ограничивало развитие художественного музея, лишало специализации, тормозило пополнение коллекции, так как приоритет в обеспечении, финансировании, кадровой политике всегда отдавался исторической части.
К концу 1960-х гг. вновь появилась идея вернуться к самостоятельному художественному собранию, и в 1969 г. музей получил самостоятельный статус. Для него в 1970 г. выделили особняк на Волжской набережной, бывший Губернаторский дом, где коллекция экспонируется и сейчас. Ряд художественных работ был оставлен в Ярославском музее-заповеднике, но основную часть коллекции (около 6000 предметов) удалось сохранить. Получение самостоятельного статуса, увеличение штата и обретение нового здания раскрывало перед музеем большие перспективы. Общая площадь около двух с половиной тысяч квадратных метров, красивая анфиладная планировка залов позволяли представить коллекцию широкому зрителю более полно, достойно, выявляя ее особенности.

## Коллекция
В музее хранятся произведения древнерусской живописи XIII—XX вв., среди которых древнейший памятник собрания — икона «Спас Вседержитель» (первая половина XIII в.). Уникальны произведения иконописи Ярославской художественной школы второй половины XVI—XVII вв., в том числе подписные иконы выдающихся художников XVII в. — Гурия Никитина, Семена Спиридонова Холмогорца, Федора Евтихиева Зубова. В коллекции древнерусского искусства находятся также произведения деревянной скульптуры, резьбы и литья XVI—XX вв., предметы церковного прикладного искусства и личного благочестия XVIII—XX вв.
В коллекции живописи представлены полотна Д. Левицкого, К. Брюллова, А. Мокрицкого, В. Перова, И. Крамского, И. Репина. Своеобразен ярославский купеческий и дворянский портрет XIX века. Обширно и разнооборазно собрание пейзажной живописи второй половины XIX — начала XX вв. — А. Саврасов, И. Шишкин, И. Айвазовский, В. Поленов, И. Левитан, К. Юон. Ярко представлены мастера «Союза русских художников», «Мира искусства», «Бубнового валета» и русского авангарда. Уникальна коллекция работ Константина Коровина, включающая произведения позднего периода его творчества. В коллекции живописи ярославских художников XX в. наиболее значимо наследие «последнего романтика» Михаила Соколова.
Коллекция графики включает произведения оригинальной и тиражной графики XVIII—XX вв. преимущественно русских авторов. Наибольший интерес представляют камерный акварельный портрет XIX в. (работы О. Кипренского, П. Соколова, В. Гау и др.), графика рубежа XIX—XX вв., в том числе произведения художников «Мира искусства», среди которых А. Бенуа, К. Сомов, М. Добужинский, а также целый комплекс работ Б. Кустодиева. Из произведений графики XX в. интересно представлен авангард (работы В. Кандинского и Л. Поповой), довоенный рисунок и акварель, отдельные направления современного искусства. Значительную часть коллекции составляет русский и зарубежный экслибрис XIX—XX вв.
Скульптура представлена произведениями русских скульпторов XIX—XX вв.: С. Гальберга, Ф. Толстого, А. Опекушина, М. Чижова, А. Обера, А. Антокольского, С. Эрьзя, С. Коненкова, А. Гюрджана, а также зарубежных — М. Клодиона, И. Земельгака и др.
В фонде декоративно-прикладного искусства — коллекция фарфора и стекла XVIII — начала XX в. производства Императорского фарфорового и стеклянного заводов, а также частных заводов С. Батенина, Ф. Гарднера, братьев Корниловых, М. Кузнецова, Мальцовых и др. В музее представлена мебель различных стилей и направлений XVI—XX вв., в том числе западноевропейская XVI—XVIII вв. Среди произведений современного декоративно-прикладного искусства — стекло, керамика, гобелен.
Нумизматическую коллекцию музея составляют произведения русского и западноевропейского искусства второй половины XVIII—XX вв. Это памятные и наградные медали работы мастеров различных школ и направлений, среди которых — братья Вехтеры, С. Юдин, Т. Иванов, К. Леберехт, И. Шилов, Ф. Толстой, П. Уткин, А. Васютинский, И. К. Егер, Ретьер, Ф. Лоос, Б. Андрие, Ю.-К. Шаплэн.

Восточную коллекцию музея составляют предметы декоративно-прикладного искусства Японии и Китая XVIII—XIX вв. и собрание японской гравюры укиё-э эпохи Эдо (1603—1868), которое музей получил в дар от японского ученого Тадаси Гоино. 

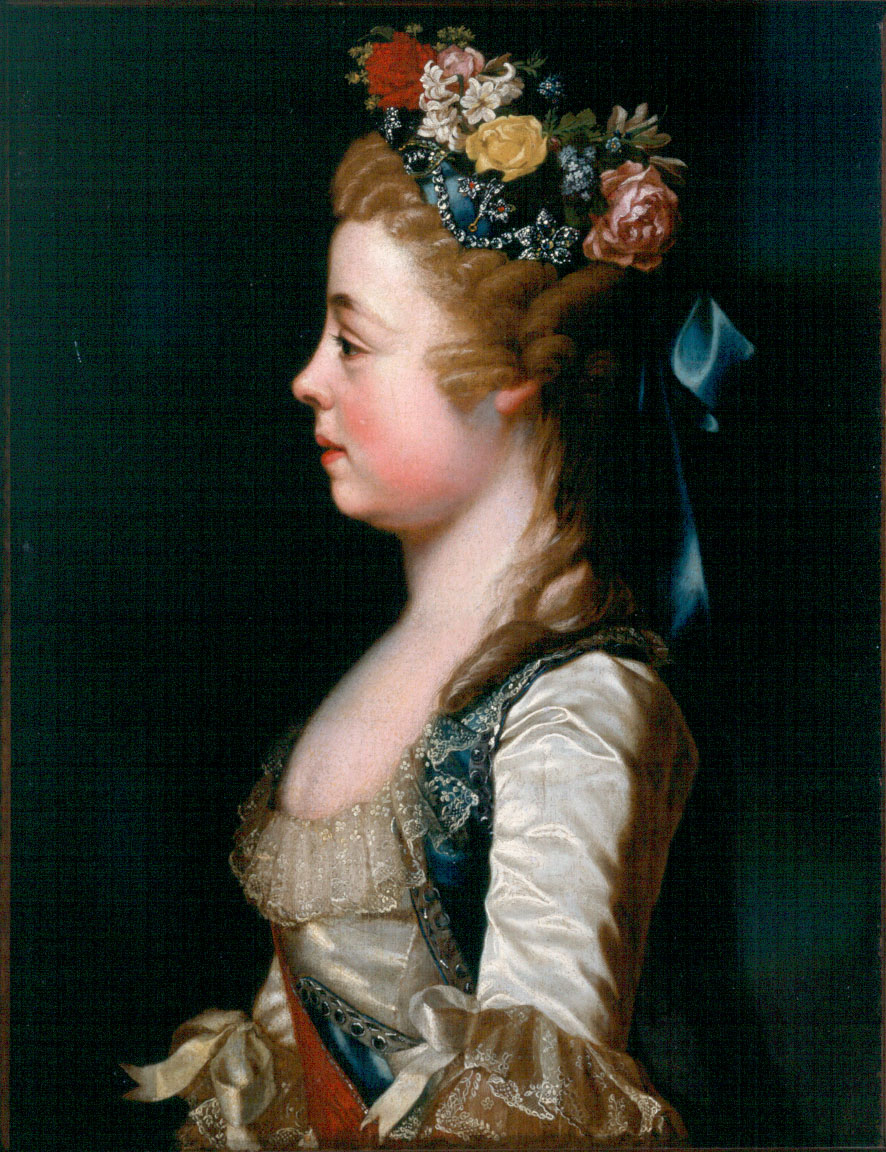
Левицкий Дмитрий Григорьевич. 1735–1822. Портрет Великой Княжны  Александры  Павловны (1783–1801) в детском возрасте. 1791. Холст, масло. Собрание ЯХМ
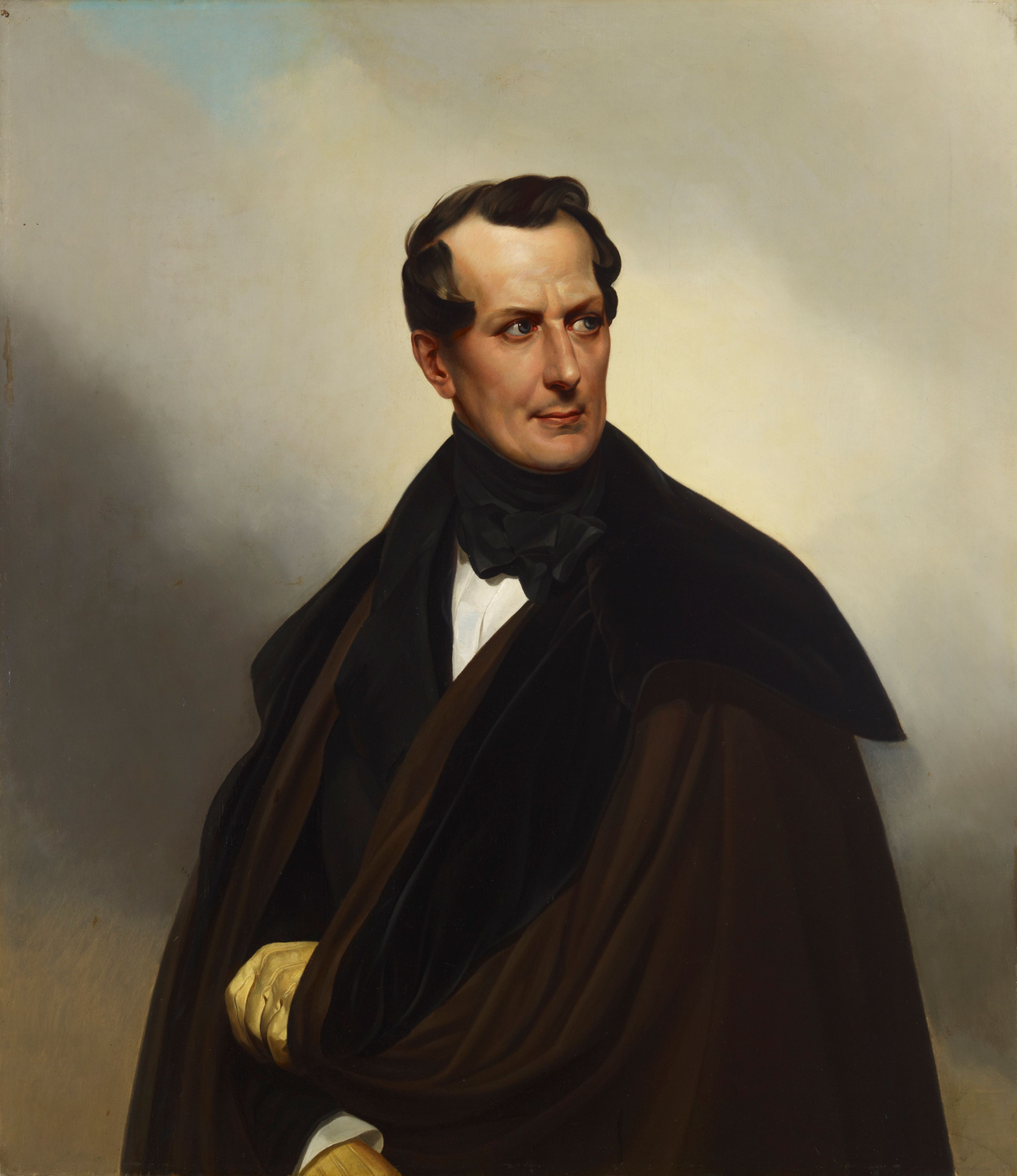
Брюллов Карл  Павлович. 1799–1852. Портрет Владимира Алексеевича Мусина-Пушкина (1798–1854). 1838(?). Вариант-повторение. Холст, масло. Собрание ЯХМ
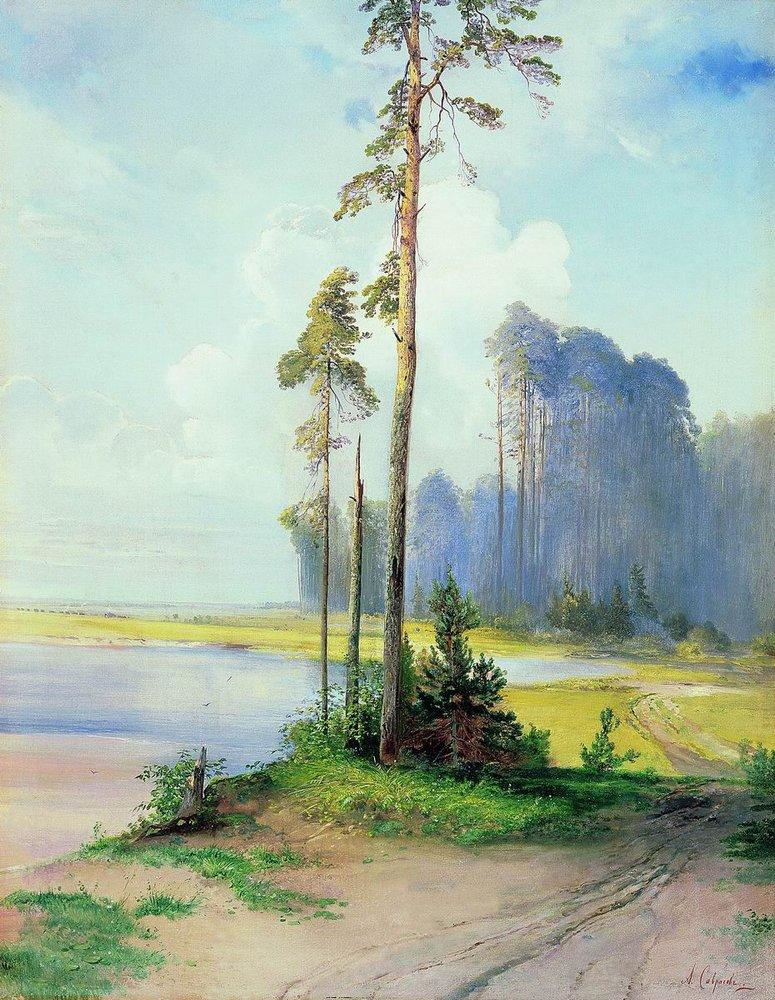
Саврасов Алексей  Кондратьевич. 1830–1897. Летний пейзаж. Сосны. 1870–1880-е. Холст, масло. Собрание ЯХМ
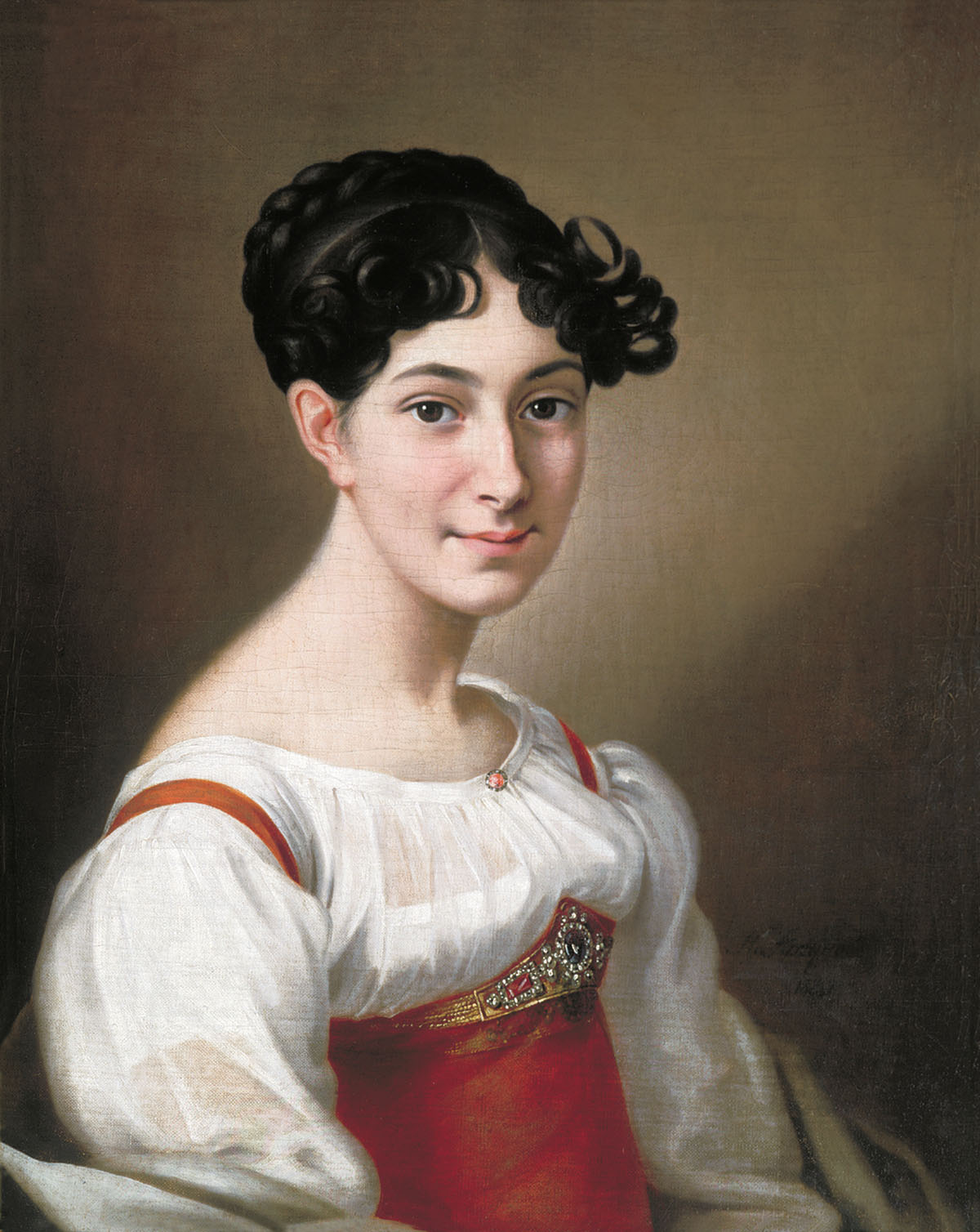
Аргунов Николай  Иванович. 1770–1828. Портрет Елизаветы Ивановны Бантыш-Каменской. (1798–1834). 1815. Холст, масло. Собрание ЯХМ
И.К. Айвазовский. Буря на Азовском море. 1886. Холст, масло. Собрание ЯХМ
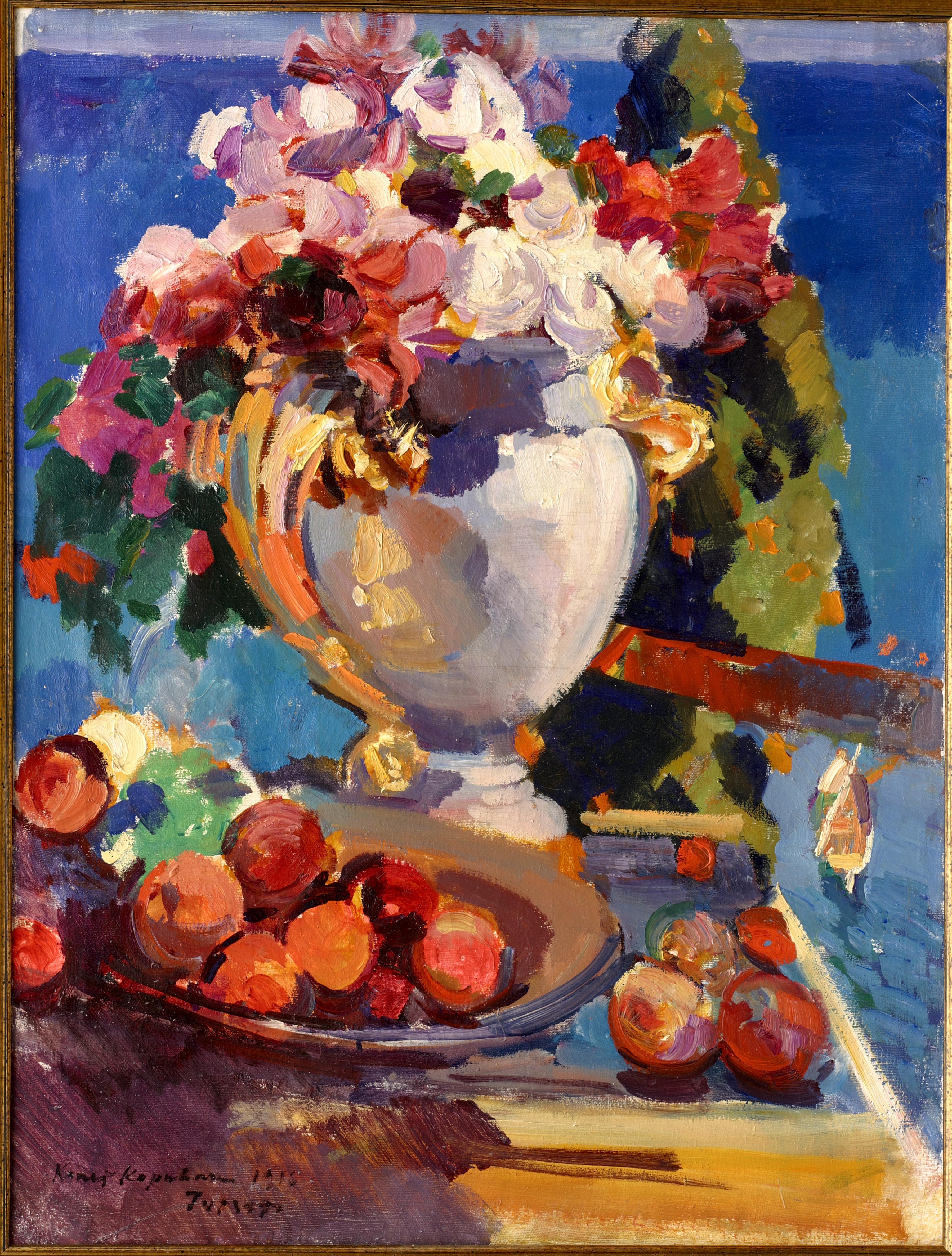
К.А. Коровин. Цветы. Гурзуф. 1916. Собрание ЯХМ
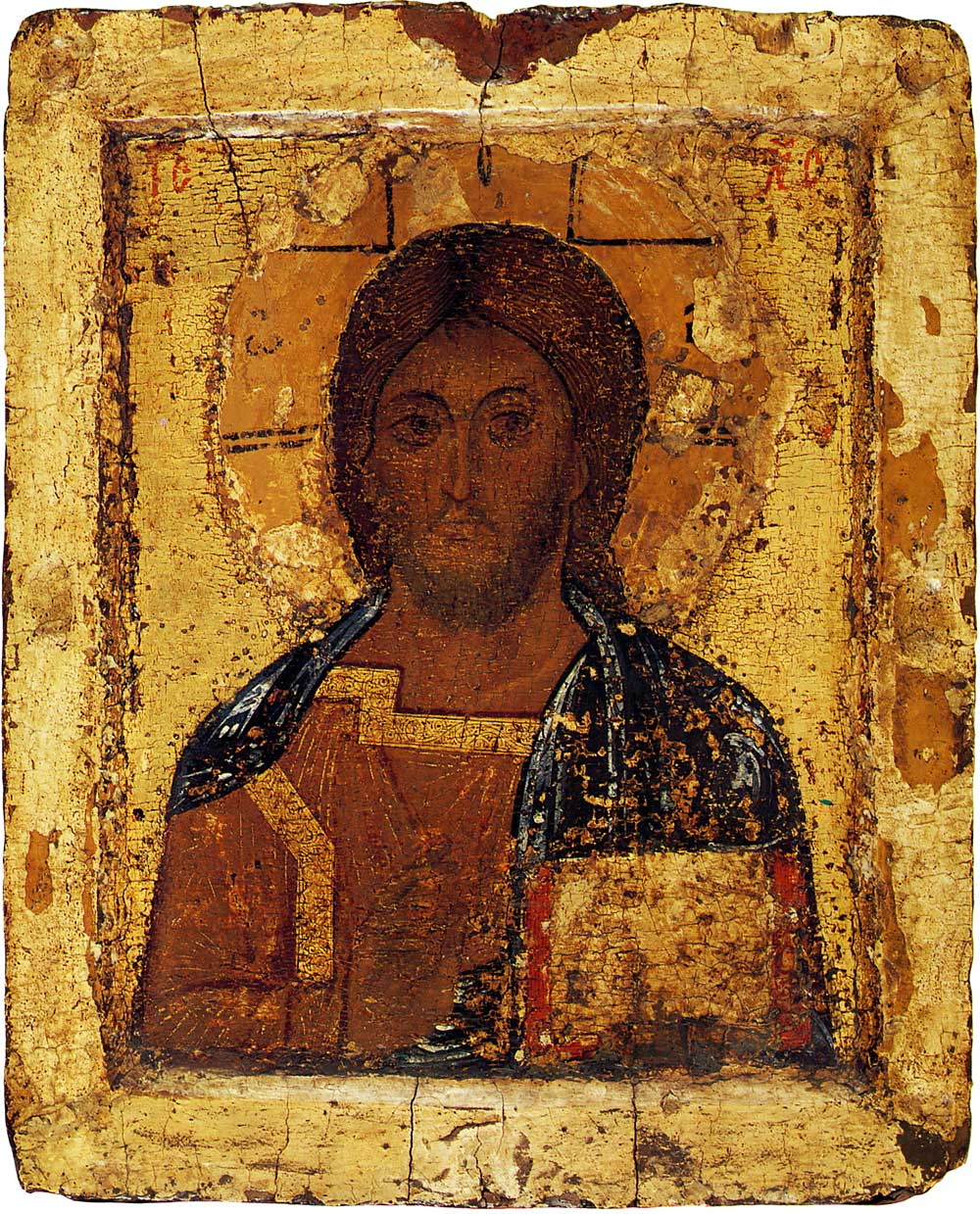
«Спас Вседержитель» — древнейшая икона в коллекции музея, XIII век

## Здания музея

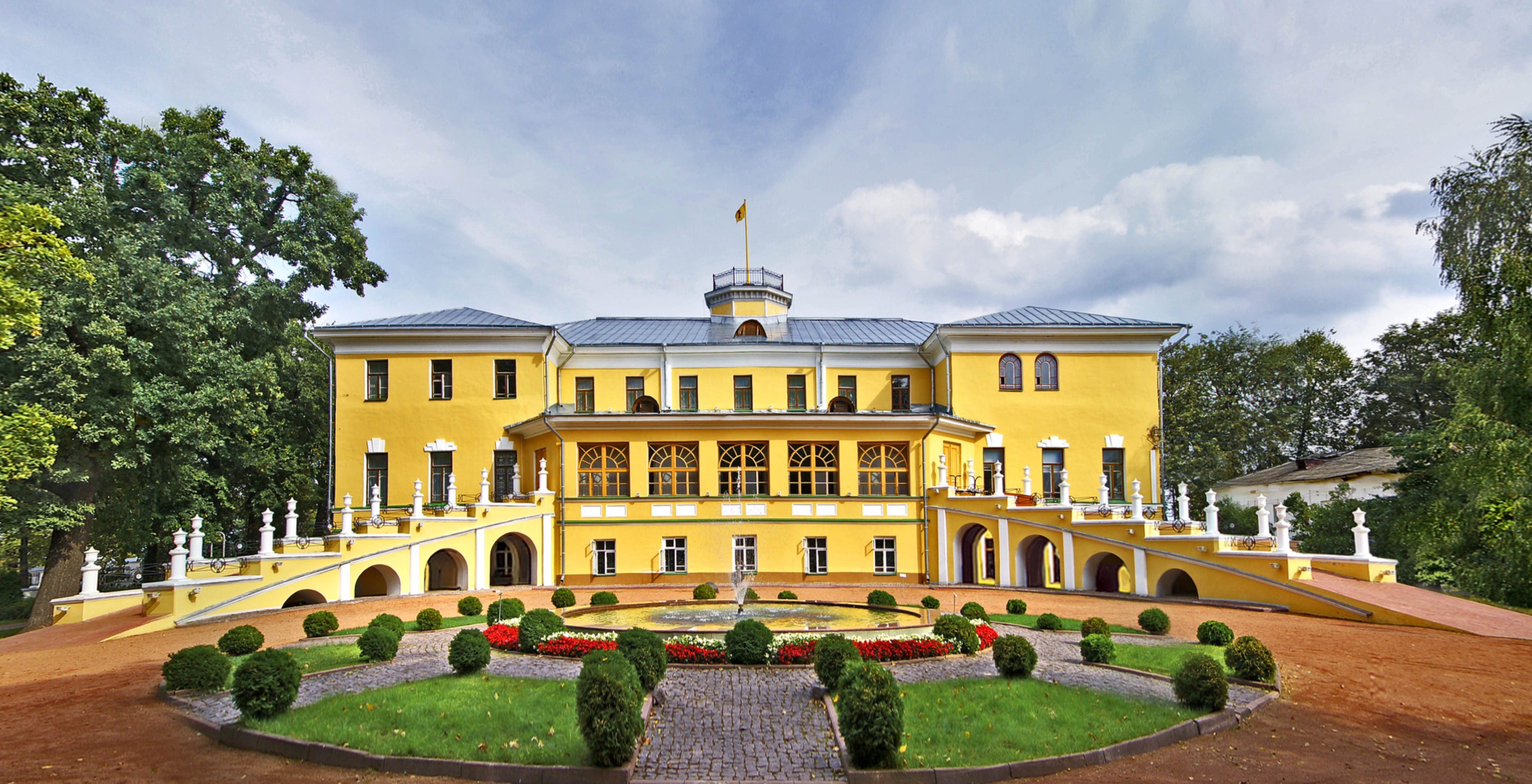
Вид здания со стороны Губернаторского сада

### Губернаторский дом. Главное здание музея (Волжская набережная, 23)
Губернаторский дом, построенный по указу императора Александра I в 1821—1823 гг. (проект губернского архитектора П. Я. Панькова), служил резиденцией ярославских губернаторов, путевым дворцом императорских особ и центром культурной жизни губернского города. В состав усадьбы входят: трехэтажный дом, увенчанный бельведером, два двухэтажных флигеля, конюшенный корпус, хозяйственные постройки и пейзажный сад. Главный фасад дома оформлен шестиколонным портиком ионического ордера, столь же помпезно решён и фасад конюшен, ворота в сад украшаются фигурами львов. Противоположный фасад губернаторского оформлен пологими пандусами.
С 1821 г. по 1917 г. в Губернаторском доме жили, правили губернией и принимали гостей 17 губернаторов, начиная с Александра Михайловича Безобразова (1783—1871, ярославский губернатор в 1820—1826), первого владельца дома-дворца, и заканчивая Николаем Леонидовичем Оболенским (1878—1968, ярославский губернатор в 1916—1917), последним дореволюционным губернатором. Здесь побывали все российские императоры от Александра I до Николая II.
С 1970 г. это главное здание Ярославского художественного музея, здесь расположены экспозиции и выставочные залы, проводятся концертные программы и торжественные приемы.
В 1994 г. была вновь введена должность губернатора, что вернуло Губернаторской усадьбе парадно-представительский статус. Она стала местом проведения ярославским губернатором торжественных приемов, чествований и презентаций. В декабре 2001 г. по инициативе действующего губернатора А. И. Лисицына внутри основной экспозиции русского искусства XVIII — начала XX в. был создан Кабинет-библиотека. Здесь действующий губернатор проводит представительские встречи и приемы.
Экспозиции «Русское искусство XVIII — начала XX вв.» и «Искусство XX века», «Губернаторский сад. Скульптура в пленэре» (открыт с 1 мая по 29 октября)

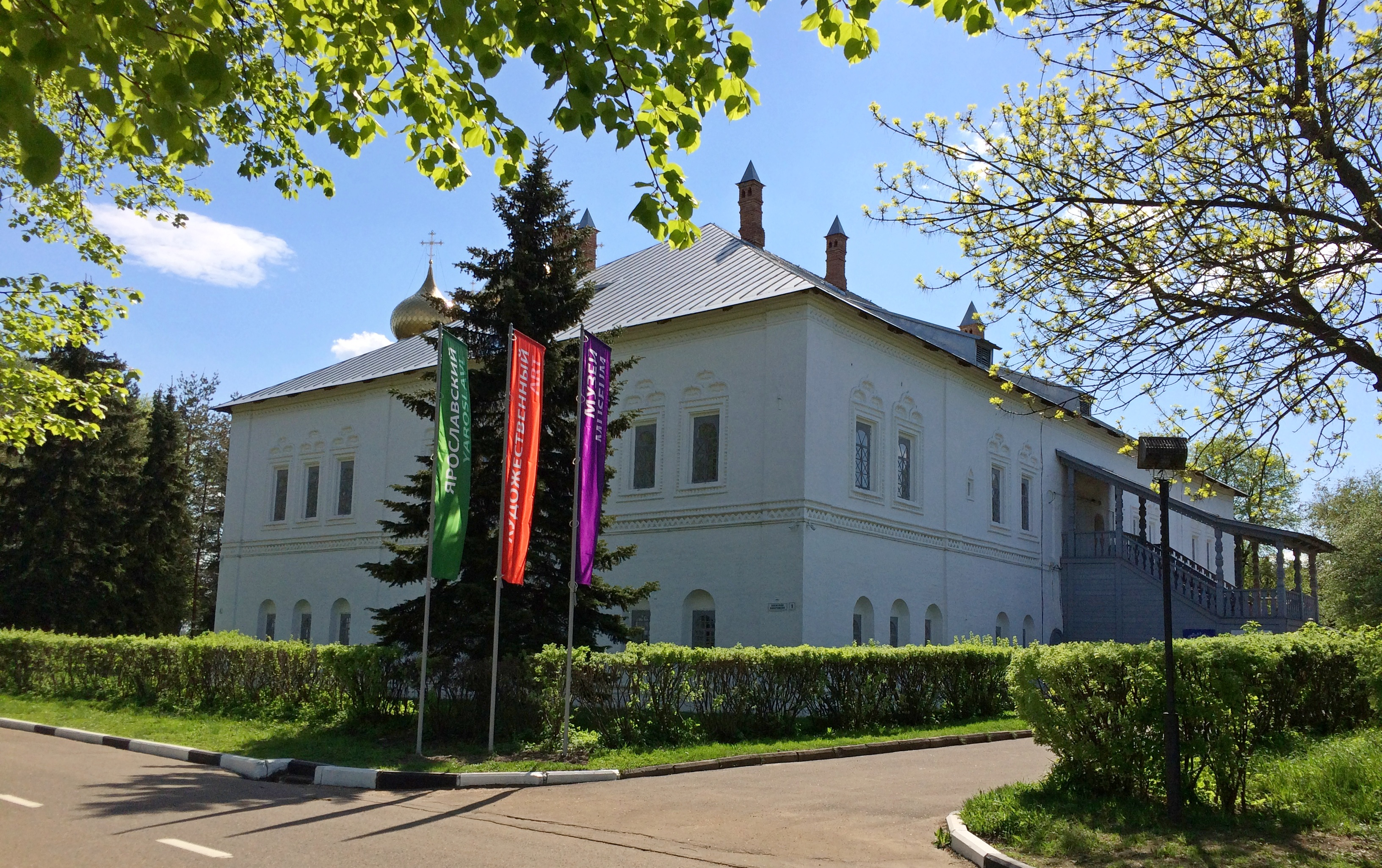
Митрополичьи палаты

### Митрополичьи палаты. (Волжская набережная, 1)
Митрополичьи палаты — одно из древнейших зданий города, прекрасный образец древнерусской каменной гражданской архитектуры. Построены в 1680-е годы ростовским митрополитом Ионой Сысоевичем, знаменитым строителем ростовского кремля. С 1977 года здесь расположен отдел древнерусского искусства, экспозиция и выставочные залы.
Палаты были расположены на территории митрополичьего двора ярославского кремля. На протяжении истории в здании располагались как церковные, так и гражданские учреждения.
С 1777 г. здесь находилась резиденция Ярославских губернаторов. Во время пребывания в Ярославле Екатерина II жила в Митрополичьих палатах, принимала представителей ярославского дворянства. Здесь ею на основе местных рассказов (провинциальные анекдоты), были написаны 5 комедий, которые были изданы и поставлены на столичной сцене. В начале XIX в. здание возвращено духовному ведомству.
Экспозиция «Древнерусское искусство XIII—XVII вв.». В октябре 2017 года открылась экспозиция «Спор о бороде»

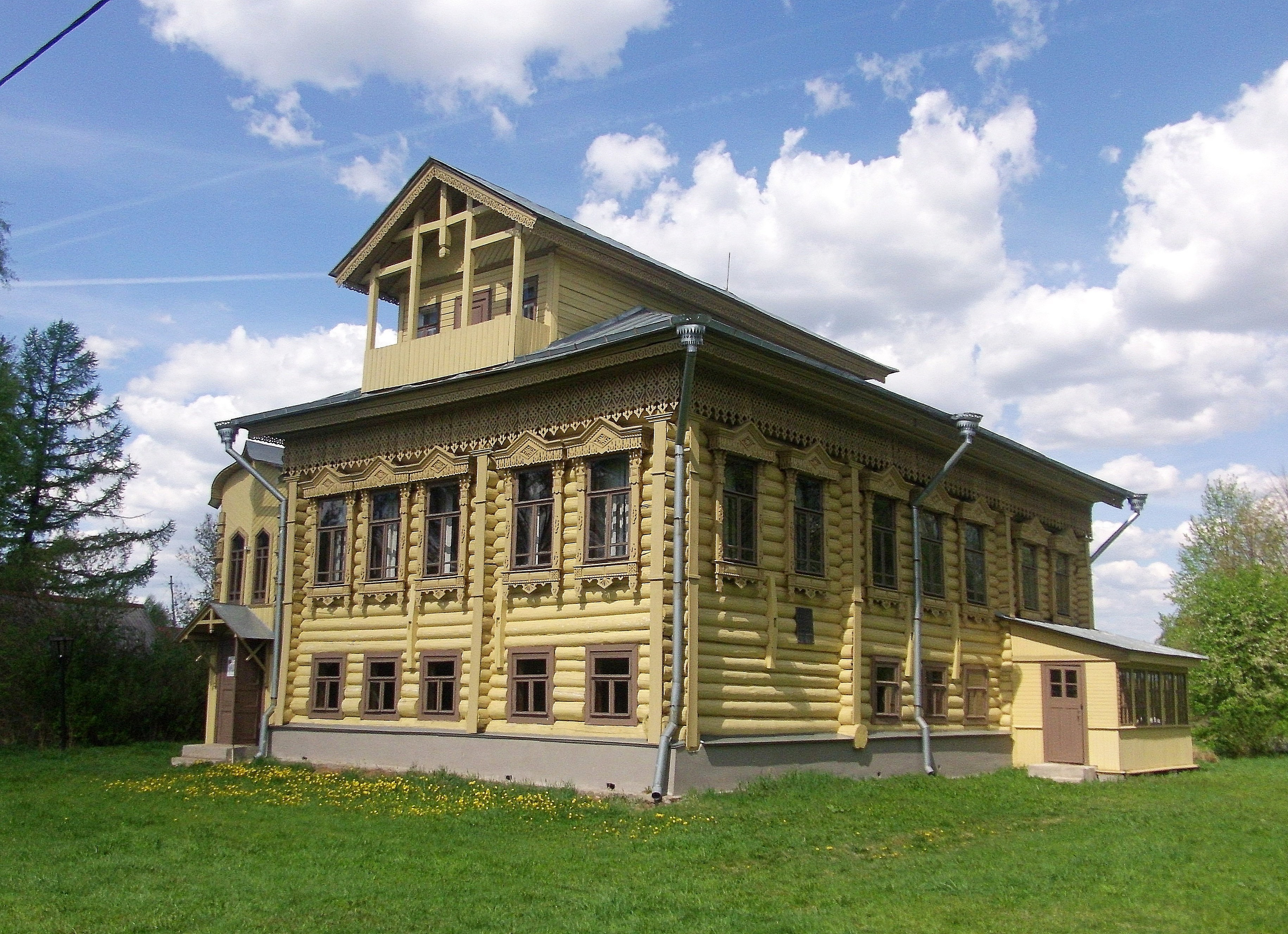
Дом-музей скульптора-академика А. М. Опекушина

### Дом-музей скульптора-академикаА. М. Опекушина(в селеРыбницыНекрасовского района)
В филиале расположена экспозиция «Лепных дел мастера», посвященная жизни и творчеству знаменитого скульптора А. М. Опекушина, а также первой в России провинциальной лепной школе, открытой в с. Рыбницы.
Деревянный двухэтажный дом с мезонином, снаружи богато декорированный резьбой, построенный в начале XX в. местным пароходчиком Рябининым, находится в селе Рыбницы Некрасовского района Ярославской области. В 1913 г. К. М. Опекушин, брат скульптора А. М. Опекушина, на свои средства приобрел этот дом и передал его безвозмездно Даниловскому земству под организацию ремесленного отделения при рыбницком училище. Отделение состояло из двух классов: рисовально-чертежного и скульптурно-лепного. Но лепная школа просуществовала лишь несколько лет, до революции 1917 года. Позже в здании была размещена общеобразовательная сельская школа. В 1942—1945 гг. здесь располагался детский дом для эвакуированных детей из Ленинграда и госпиталь для раненых, а после войны до 1988 г. — колхозная артель по изготовлению галантерейных товаров.
В 1988 г. дом был передан Ярославскому художественному музею для создания дома-музея скульптора-академика А. М. Опекушина. В 2012 г. была открыта первая экспозиция «Лепных дел мастера».

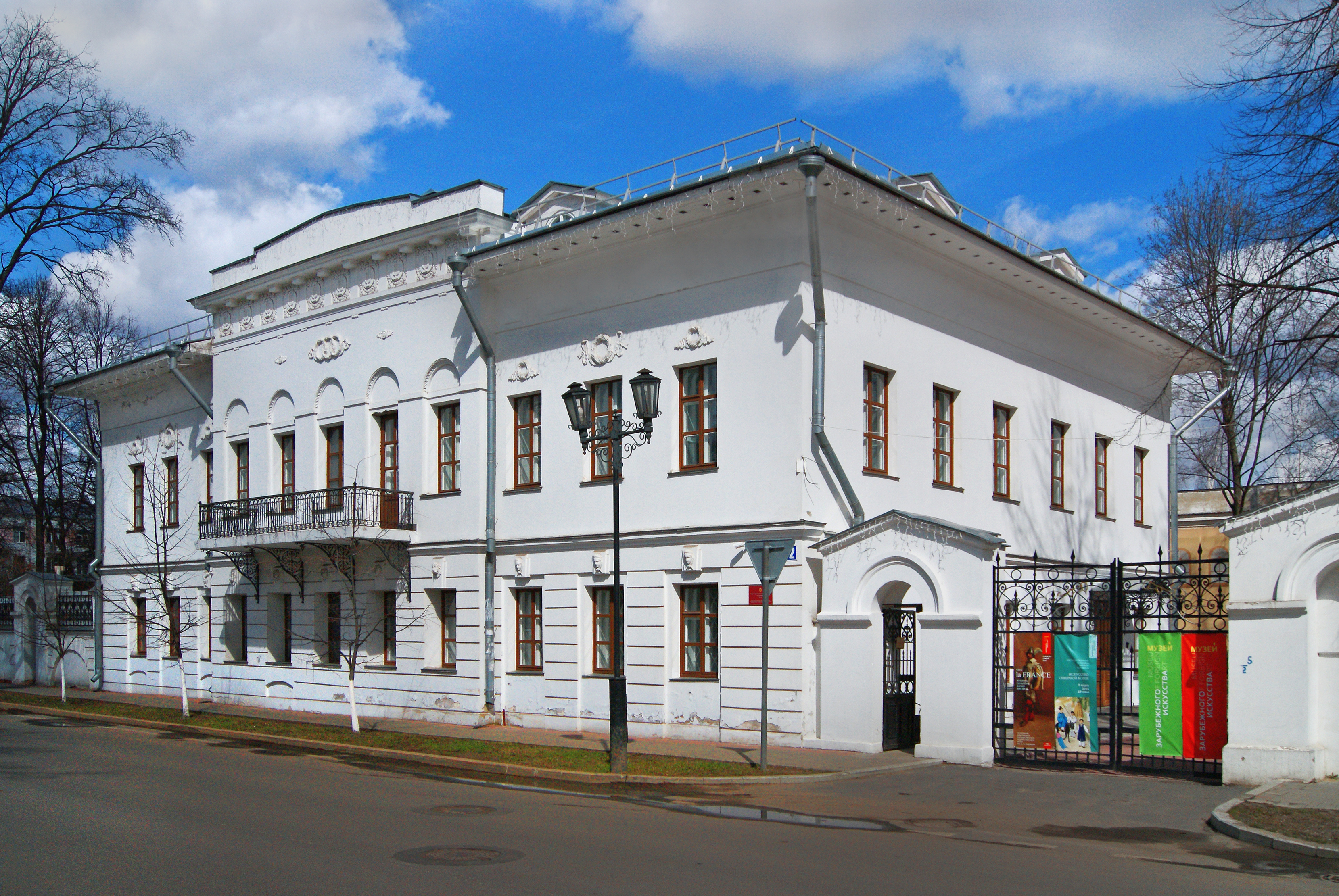
Музей зарубежного искусства

### Музей зарубежного искусства.Советская площадь, 2
Музей зарубежного искусства расположен в купеческом особняке XIX века в самом центре города. Здание было построено в 1816 г. в стиле классицизм.
Экспозиция Музея зарубежного искусства включает живопись, графику, скульптуру, мебель, декоративно-прикладное искусство, охватывает период с XVI по начало XX вв. и представляет искусство Нидерландов, Италии, Франции, Германии, стран Востока. Это единственный музей Ярославля, представляющий европейское и восточное искусство. Здесь можно увидеть произведения известных европейских мастеров XVI—XX веков: Ренье Мегана, Давида Тенирса Младшего, Джованни Франческо Барбьери, Жозефа-Сиффеда Дюплесси; скульптуру и мебель XVI—XX веков: свадебные сундуки эпохи Возрождения, флорентийскую мозаику.
Экспозицию зала Востока составляют предметы декоративно-прикладного искусства Японии и Китая XVIII—XIX веков и японская гравюра укиё-э эпохи Эдо (1603—1868). Представлены гравюры Тоёкуни I, Утагавы Кунисады (Тоёкуни III), Утагавы Куниёси. Эту коллекцию музей получил в дар от японского ученого Тадаси Гоино.
Экспозиции «Западноевропейское искусство XVI — начала XX вв.» и «Искусство Востока»

### Дом на Новинской (музей быта провинциальной буржуазии)[11]
В 1919—1954 г. в городе Тутаев существовал краеведческий музей. После закрытия его коллекцию расформировали и распределили между музеями области.
В 1990 г. музей воссоздали в качестве филиала Ярославского художественного музея. Экспозиция представлена в здании бывшего Романово-Борисоглебского городского общественного банка.
В 2001 г. филиал преобразовали в «Домъ на Новинской». Это единственный в России музей быта провинциальной буржуазии.
Экспозиции «Провинциальный банк» и «Квартира управляющего банком»

## Некоторые сотрудники
- Болотцева, Ирина Петровна (1944—1995) — искусствовед, специалист по искусству и культуре Ярославля.
- Юдина, Елена Павловна (1926—1993) — реставратор, музейный работник.
- Юрова, Любовь Леонидовна (1946—2010) — искусствовед, специалист по русскому авангарду; заместитель директора по научной работе (1980—2010).